# Брукфілд (Вісконсин)
Брукфілд (англ. Brookfield) — місто (англ. city) в США, в окрузі Вокеша штату Вісконсин. Населення — 41 464 особи (2020).

## Географія
Брукфілд розташований за координатами 43°3′52″ пн. ш. 88°7′4″ зх. д. / 43.06444° пн. ш. 88.11778° зх. д. (43.064320, -88.117794).  За даними Бюро перепису населення США в 2010 році місто мало площу 71,45 км², з яких 70,16 км² — суходіл та 1,29 км² — водойми.

### Клімат
| Клімат : Брукфілд       | Клімат : Брукфілд | Клімат : Брукфілд | Клімат : Брукфілд | Клімат : Брукфілд | Клімат : Брукфілд | Клімат : Брукфілд | Клімат : Брукфілд | Клімат : Брукфілд | Клімат : Брукфілд | Клімат : Брукфілд | Клімат : Брукфілд | Клімат : Брукфілд | Клімат : Брукфілд |
| Показник                | Січ.              | Лют.              | Бер.              | Квіт.             | Трав.             | Черв.             | Лип.              | Серп.             | Вер.              | Жовт.             | Лист.             | Груд.             | Рік               |
| Абсолютний максимум, °C | 16,7              | 18,9              | 27,8              | 32,8              | 38,3              | 38,3              | 42,8              | 38,9              | 38,3              | 31,1              | 25,6              | 20,0              | 42,8              |
| Середній максимум, °C   | −2,3              | −0,1              | 6,2               | 13,6              | 19,9              | 25,6              | 27,7              | 26,6              | 22,6              | 15,4              | 7,4               | −0,3              | 13,6              |
| Середній мінімум, °C    | −11,8             | −9,8              | −4,7              | 1,7               | 7,2               | 12,7              | 15,4              | 14,8              | 9,9               | 3,5               | −2,4              | −9,2              | 2,3               |
| Абсолютний мінімум, °C  | −33,9             | −33,3             | −25,6             | −13,9             | −3,9              | −1,7              | 5,0               | 1,7               | −3,9              | −13,9             | −22,8             | −33,3             | −33,9             |
| Норма опадів, мм        | 37                | 36                | 45                | 86                | 89                | 111               | 98                | 116               | 86                | 66                | 63                | 46                | 879               |
| Днів з опадами          | 9,2               | 7,5               | 7,9               | 10,7              | 11,8              | 10,7              | 9,4               | 9,1               | 8,8               | 9,4               | 8,8               | 9,5               | 112,8             |
| Днів зі снігом          | 6,8               | 5,1               | 3,5               | 1,0               | 0                 | 0                 | 0                 | 0                 | 0                 | ,1                | 1,1               | 6,2               | 23,8              |
| ----------------------- | ----------------- | ----------------- | ----------------- | ----------------- | ----------------- | ----------------- | ----------------- | ----------------- | ----------------- | ----------------- | ----------------- | ----------------- | ----------------- |
| Джерело: NOAA           |                   |                   |                   |                   |                   |                   |                   |                   |                   |                   |                   |                   |                   |

## Демографія
Згідно з переписом 2010 року, у місті мешкало 37 920 осіб у 14 576 домогосподарствах у складі 10 999 родин. Густота населення становила 531 особа/км².  Було 15317 помешкань (214/км²).
Расовий склад населення:
| - 90,0 % — білих - 6,7 % — азіатів - 1,2 % — чорних або афроамериканців - 0,2 % — корінних американців |

До двох чи більше рас належало 1,4 %. Частка іспаномовних становила 2,2 % від усіх жителів.
За віковим діапазоном населення розподілялося таким чином: 23,5 % — особи молодші 18 років, 56,6 % — особи у віці 18—64 років, 19,9 % — особи у віці 65 років та старші. Медіана віку мешканця становила 46,7 року. На 100 осіб жіночої статі у місті припадало 94,2 чоловіків;  на 100 жінок у віці від 18 років та старших — 91,6 чоловіків також старших 18 років.
Середній дохід на одне домашнє господарство  становив 127 303 долари США (медіана — 92 518), а середній дохід на одну сім'ю — 148 333 долари (медіана — 108 394). Медіана доходів становила 80 365 доларів для чоловіків та 55 361 долар для жінок. За межею бідності перебувало 3,5 % осіб, у тому числі 4,6 % дітей у віці до 18 років та 3,6 % осіб у віці 65 років та старших.
Цивільне працевлаштоване населення становило 18 442 особи. Основні галузі зайнятості: освіта, охорона здоров'я та соціальна допомога — 27,8 %, виробництво — 14,6 %, фінанси, страхування та нерухомість — 12,1 %, науковці, спеціалісти, менеджери — 11,8 %.